# Didn't Wanna Do It
Didn't Wanna Do It (trad. Não Queria Fazer Isso) é o segundo single solo da cantora russa Yulia Volkova, foi gravado na cidade cubana de Havana e foi lançado em 21 de Agosto de 2012. 

## Clipe
Foi gravado em Havana, Cuba.
A música começa com uma mulher a apanhar namorado com outra mulher por ter sexo. Depois de chorar nas ruas, ela vê é um panfleto dizendo que "problemas de amor ligue: 69", para onde ela liga. Acontece que para ser Julia, onde ela ajuda a tornar mais sexual, onde ela a leva para sua casa enquanto a mulher experimenta algumas roupas. Julia e a mulher em seguida, conduzir a uma "festa do amor livre", onde ambos dançam até o final da canção. Uma versão sem censura foi lançado em seu site, onde ele apresenta frontal completa nudez e sexo na tela, embora a versão censurada apresenta apenas breve nudez frontal completa.